# 桃源寺 (熊野市)
桃源寺（とうげんじ）は、三重県熊野市にある曹洞宗の寺院。山号は医王山。

## 文化財
- 銅造薬師如来坐像（熊野市指定有形文化財・彫刻 昭和39年4月28日指定）
- 虎関禪師「達磨尊図」（熊野市指定有形文化財・絵画 平成11年1月28日指定）
- 継平名打刀（熊野市指定有形文化財・工芸品 平成11年1月28日指定）
- 醫王山桃源寺の扁額板月舟筆「釣雪」（熊野市指定有形文化財・彫刻 平成11年1月28日指定）
- 高尾谷のトガサワラ林（熊野市指定天然記念物 平成11年1月28日指定）

## 周辺
- 熊野石蔵美術館